# Walter Fellmann (Historiker)
Walter Fellmann (* 26. März 1931 in Böhmischwald bei Gabersdorf; † 2011) war ein deutscher Historiker.

## Leben
Walter Fellmann wurde in der zu Gabersdorf gehörigen Siedlung Böhmischwald in Schlesien geboren. In Neurode besuchte er die Oberschule, bis diese im Zweiten Weltkrieg 1944 geschlossen wurde. So nahm Fellmann kurzerhand eine Forstlehre auf. 1946 wurde er gemeinsam mit seinen Eltern aus der Heimat vertrieben. Seine Familie ließ sich in Leipzig nieder. Dort konnte Walter Fellmann seine Lehre beim Stadtforstamt fortsetzen und zum Abschluss bringen. Er trat in die NDPD ein und wurde Mitarbeiter der Stadtverwaltung. Nach dem Besuch der Verwaltungsschule in Großsteinberg wurde er Bürgermeister eines Leipziger Stadtbezirks. 1952 erfolgte seine Wahl in den Bezirkstag Leipzig, wo er bis 1954 die NDPD vertrat.
1953, nachdem er das Abitur und die Sonderreifeprüfung nachgeholt hatte, begann Walter Fellmann ein Geschichtsstudium an der Karl-Marx-Universität Leipzig, das er 1957 als Diplom-Historiker abschloss. Zu seinen Lehrern zählten Walter Markov, Ernst Engelberg, Heinrich Sproemberg und Gerhard Heitz.
Nach dem Studium arbeitete Walter Fellmann drei Jahre bei der NDPD-Tageszeitung Mitteldeutsche Neueste Nachrichten als Journalist. 1960 ging er an die Humboldt-Universität zu Berlin, in deren Auftrag er von 1962 bis 1968 eine Außenstelle für das Fernstudium von Geschichtsstudenten in Leipzig leitete. In dieser Zeit verteidigte er 1963 erfolgreich seine Dissertation. 1969 erfolgte seine Habilitation.
Seit 1968 war Walter Fellmann als freischaffender Wissenschaftler tätig und legte zahlreiche Publikationen zu geschichtlichen Themen vor, darunter Werke vor allem zur neueren politischen Geschichte und Biographien. Er lebte in Taucha bei Leipzig.

## Schriften (Auswahl)
- Leipziger Pitaval. Militärverlag der DDR. Berlin 1980.
- Heinrich Graf Brühl. Ein Lebens- und Zeitbild. Leipzig 1989.
- Der Leipziger Brühl. Geschichte und Geschichten des Rauchwarenhandels. Leipzig 1989.
- Lipsia und Merkur. Leipzig und seine Messen. Leipzig 1990.
- 125 Jahre Leipziger Geschichtsverein 1867–1992. Sax-Verlag Beucha 1992, ISBN 3-9802997-3-2.
- Sachsens letzter König, Friedrich August III. Koehler & Amelang, Berlin 1992, ISBN 3-7338-0103-2.
- Sachsen. Kultur und Landschaft zwischen Vogtland und Oberlausitz, Leipziger Tiefland und Erzgebirge. DuMont, Köln 1997, ISBN 3-7701-4093-1.
- Sachsens Könige 1806–1918. Koehler & Amelang, München und Berlin 2000, ISBN 3-7338-0233-0.